# Historbitoides
Historbitoides es un género de foraminífero bentónico de la subfamilia Pseudorbitoidinae, de la familia Pseudorbitoididae, de la superfamilia Rotalioidea, del suborden Rotaliina y del orden Rotaliida. Su especie tipo es Historbitoides kozaryi. Su rango cronoestratigráfico abarca el Maastrichtiense (Cretácico superior).

## Clasificación
Historbitoides incluye a la siguiente especie:
- Historbitoides kozaryi †